# Svinětice
Svinětice jsou vesnice, část města Bavorov v okrese Strakonice v Jihočeském kraji. Leží v Bavorovské pahorkatině na Bílském potoce, v blízkosti jeho ústí do řeky Blanice, zhruba 2,5 kilometru severovýchodně od Bavorova.

## Historie
První písemná zmínka o vesnici pochází z roku 1334.

## Obyvatelstvo
| Rok            | 1869 | 1880 | 1890 | 1900 | 1910 | 1921 | 1930 | 1950 | 1961 | 1970 | 1980 | 1991 | 2001 | 2011 | 2021 |
| -------------- | ---- | ---- | ---- | ---- | ---- | ---- | ---- | ---- | ---- | ---- | ---- | ---- | ---- | ---- | ---- |
| Počet obyvatel | 305  | 356  | 296  | 302  | 273  | 296  | 246  | 185  | 189  | 160  | 115  | 79   | 97   | 103  | 104  |
| Počet domů     | 40   | 41   | 42   | 43   | 44   | 43   | 49   | 56   | 47   | 50   | 46   | 50   | 53   | 54   | 56   |

## Obecní správa
Při sčítání lidu v letech 1850–1971 Svinětice byly samostatnou obcí, se kterým patřily nejprve do okresu Písek, ale v roce 1950 v okrese Vodňany a od roku 1960 v okrese Strakonice. Od 26. listopadu 1971 jsou částí města Bavorov v okrese Strakonice, kdy se konaly městské volby. V letech 1850–1920 k obci patřily Budyně a Útěšov.

## Pamětihodnosti
- Silniční most přes Bílský potok na silnici II/141 (kulturní památka ČR)
- Kaple na návsi